# Либекер, Георг
Барон (с 1707 года) Георг Либекер (швед. Georg Lybecker, ? — 4 июня 1718) — шведский военачальник, генерал-лейтенант армии Карла XII, участник Северной войны.

## Биография
Основатель дворянского рода Либекер, сын шведского генерал-майора и губернатора Гётеборга, Кристианстада и Богуслена Георга Хенрика Либекера.
В 1682 году поступил на военную службу в шведскую кавалерию в чине капитана. В годы Северной войны впервые отличился в сражении при Клишове (1702), в 1703 году получил чин майора, в 1704 году — подполковника кавалерии.
С 1706 года — генерал-майор и губернатор Выборга, в 1707 году сменил Г. Ю. Майделя на посту губернатора Финляндии, в 1708 году предпринял неудачный приступ к Санкт-Петербургу, но принужден был к отступлению с большими потерями.
В 1710 году получил чин генерал-лейтенанта. В том же году при осаде Выборга русской армией не сделал ни одной попытки облегчить участь осаждённых и на посту губернатора и главнокомандующего в Финляндии сменён генералом К. Ниротом. После внезапной смерти Нирота 25 января 1712 года вновь получил должность губернатора Финляндии. Неудачная кампания 1713 года, в результате которой шведы потеряли Хельсинки и вынуждены были очистить Южную Финляндию, привела к смещению Либекера и отзыву его в Стокгольм, где тот предстал перед трибуналом. Вина его поначалу не была доказана, однако после возвращения Карла XII в страну из изгнания процесс возобновился, в 1717 году он был приговорён к смерти и конфискации имущества, однако на Новый 1718 год помилован и отправлен в поместья, где умер 4 июня 1718 года.